# Obstmühle (Erlau)
Obstmühle ist ein Wohnplatz im Landkreis Mittelsachsen. Er ist nach einer dort früher betriebenen Wassermühle benannt. Entlang der etwa in west-östlicher Richtung verlaufenden Straße ist er zwischen Sachsendorf (Gemeinde Erlau) und Gröbschütz (Gemeinde Seelitz) aufgeteilt, wobei die Wohngebäude auf Sachsendorfer Flur liegen. Der Name der Mühle wird auf einen früheren Besitzer Opitz zurückgeführt.
Obstmühle liegt im Tal des zur Zwickauer Mulde fließenden Aubaches, in den östlich des Wohnplatzes der Crossener Bach einmündet, sowie an der Kreisstraße 8272 von Aitzendorf an der Bundesstraße 175 nach Städten. Weitere Straßenverbindungen bestehen nach Döhlen, Milkau und Theesdorf. Für die 1930er Jahre ist eine Poststelle nachgewiesen.
An der 1893 eröffneten und 1998 stillgelegten Bahnstrecke Waldheim–Rochlitz hatte Obstmühle einen Haltepunkt, der zeitweilig als Haltestelle mit einem Ladegleis ausgestattet war.

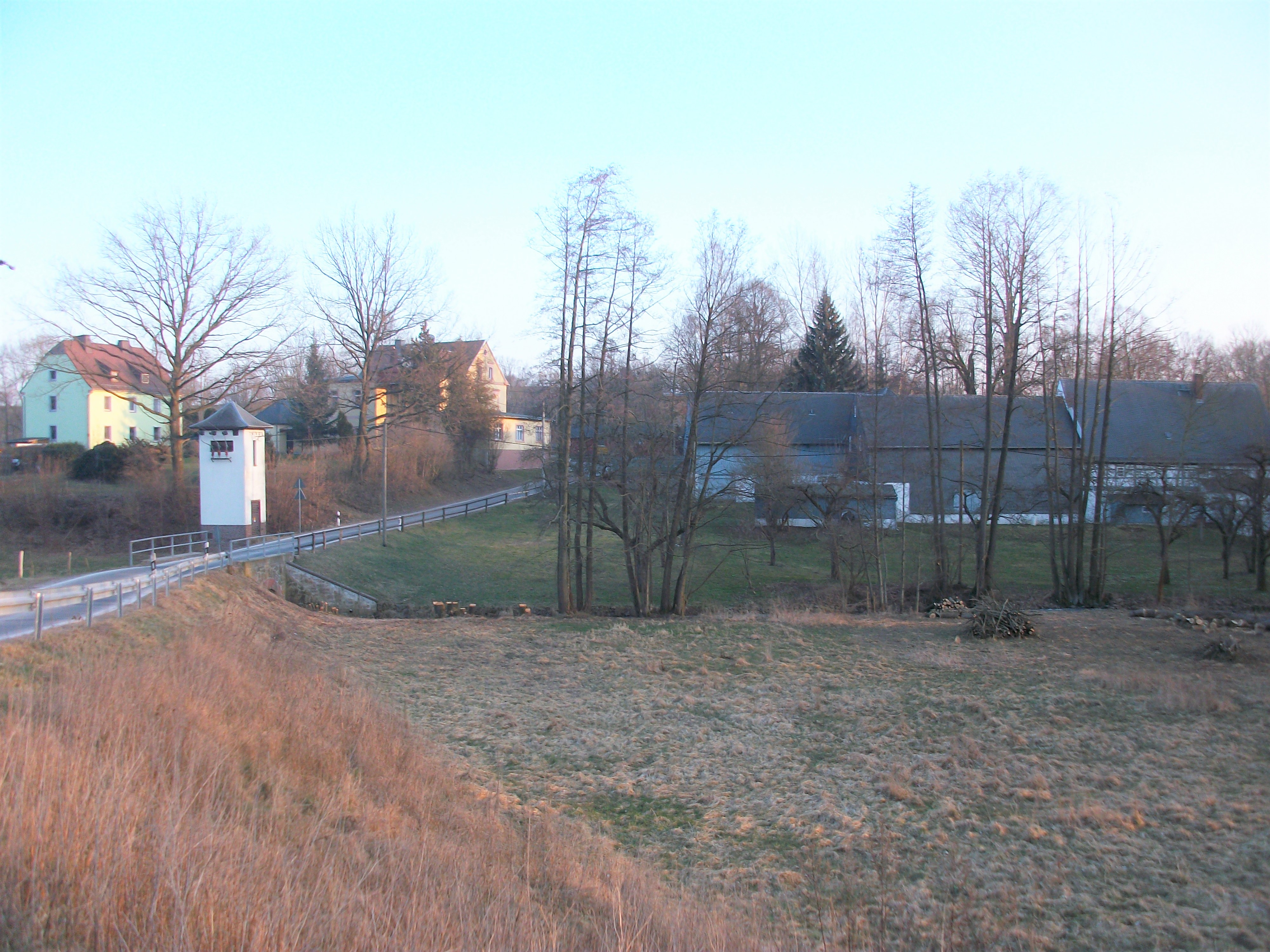
Obstmühle, Ortsansicht
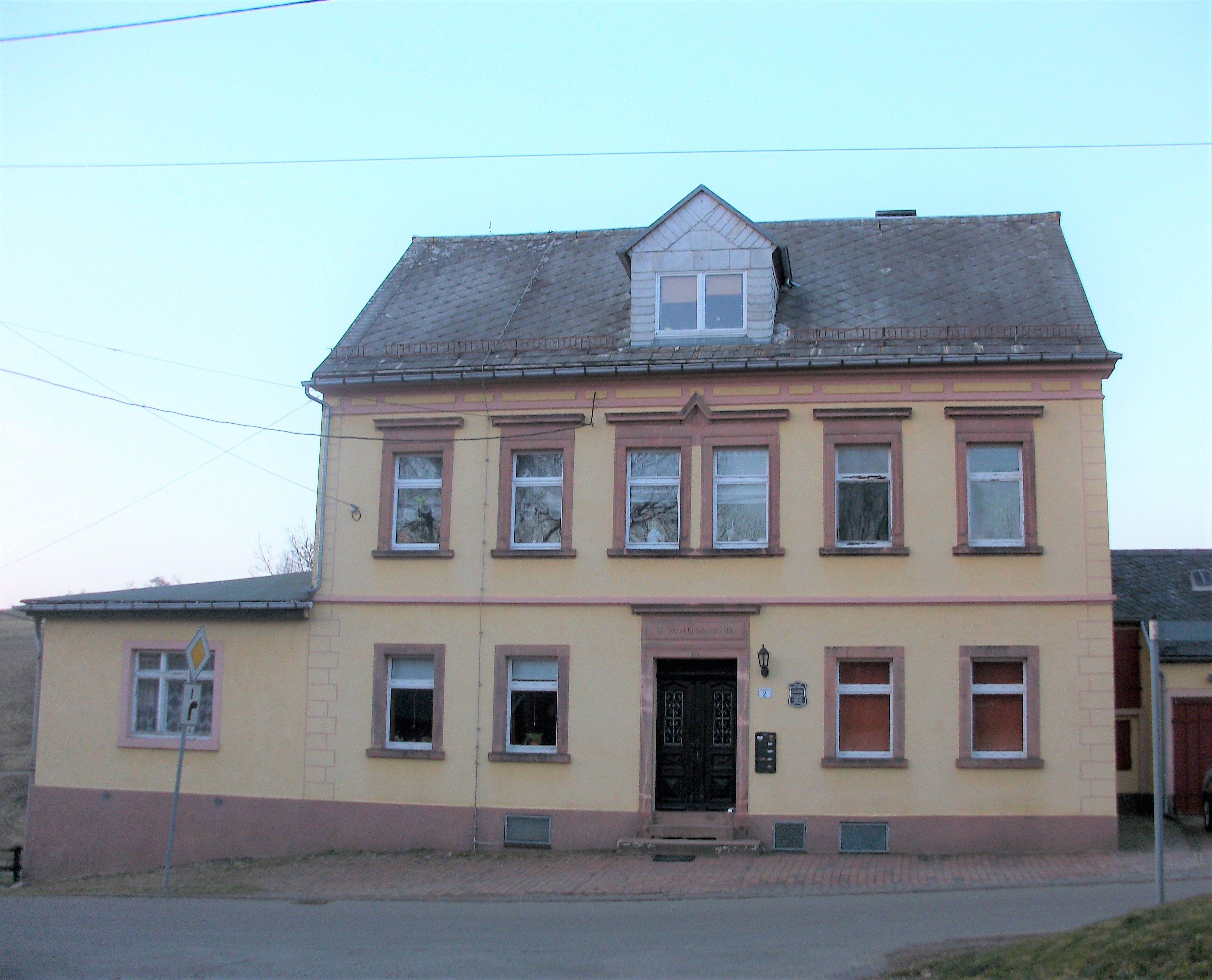
Ehemalige Gaststätte Obstmühle
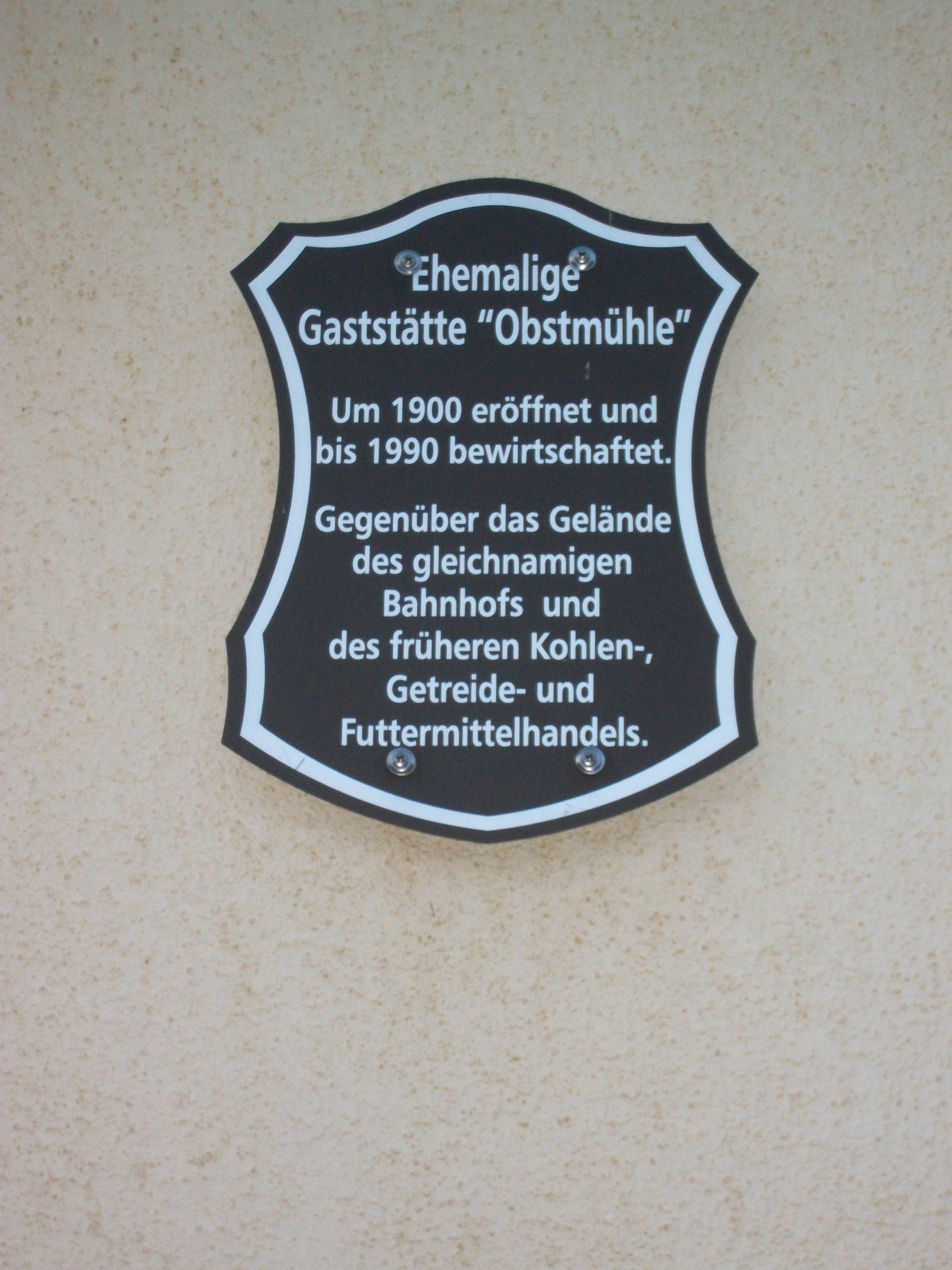
Ehemalige Gaststätte Obstmühle, Infotafel
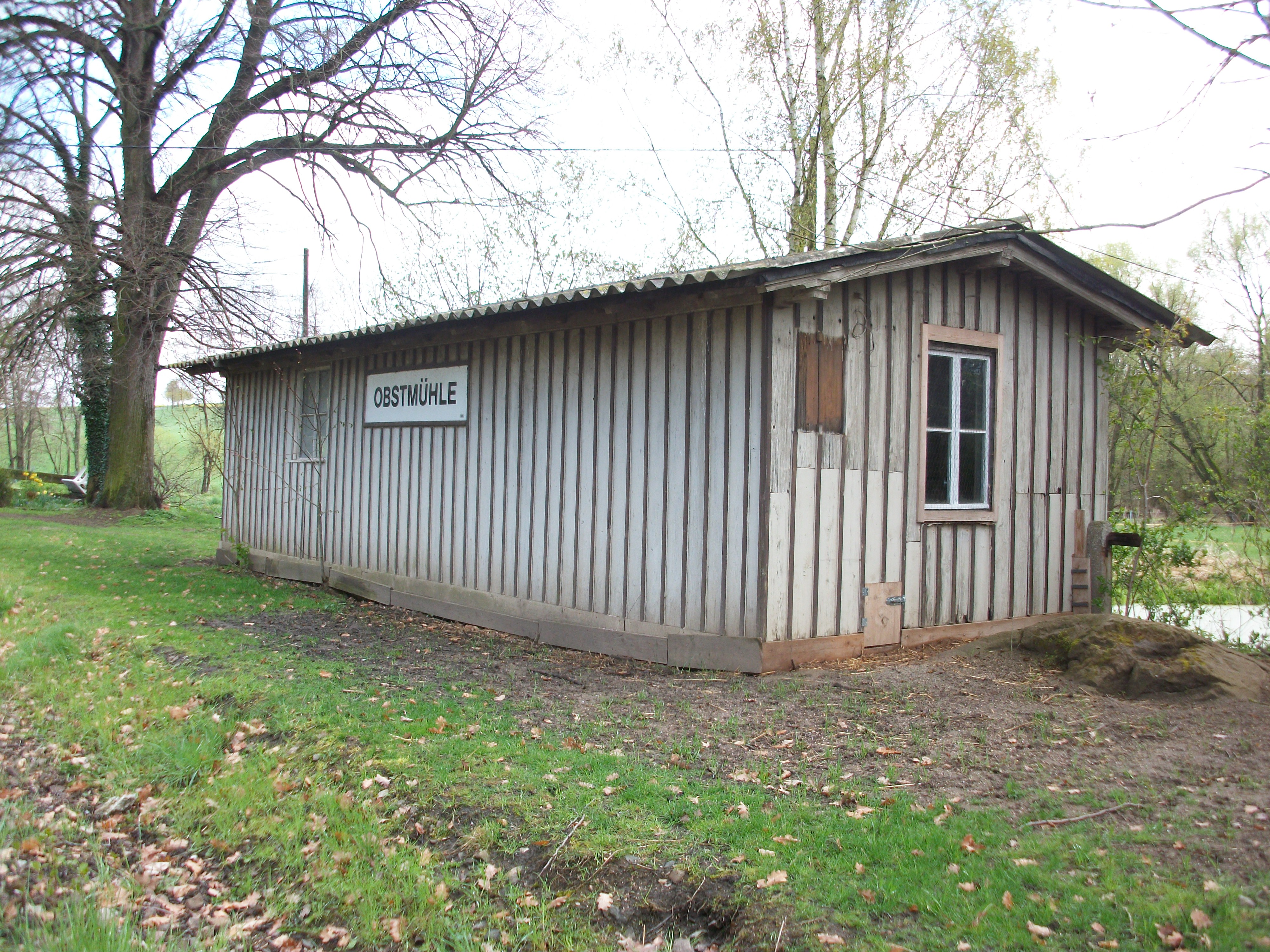
Haltepunkt Obstmühle, Wartehaus (2016)